# مسجد المصطفى
مسجد المصطفى هو أحد أشهر مساجد مدينة شرم الشيخ. افتتح في 26 أكتوبر 2007 ليصبح أحد معالم المدينة السياحية بتكلفة بلغت 17 مليون جنيه جمعت عن طريق التبرعات المقدمة إلى جمعية أحباب المصطفى بشرم الشيخ بالإضافة إلى تمويل حكومي. تبلغ مساحة المسجد 27 ألف متر وارتفاعه 12 متر ويبلغ ارتفاع مآذنه 71 متر وارتفاع قبته 31 متر وتضم حديقته 143 نخلة و85 شجرة مثمرة و10 نخلات زينة، وبالمسجد 30 عمود إضاءة خرساني و49 عمود إضاءة حديدي، ويحتوي على 31 دورة مياه، ويستوعب بالداخل نحو 3000 مصلٍ و1000 مصلٍ بمنطقة القباء الملحقة به.

## معرض صور

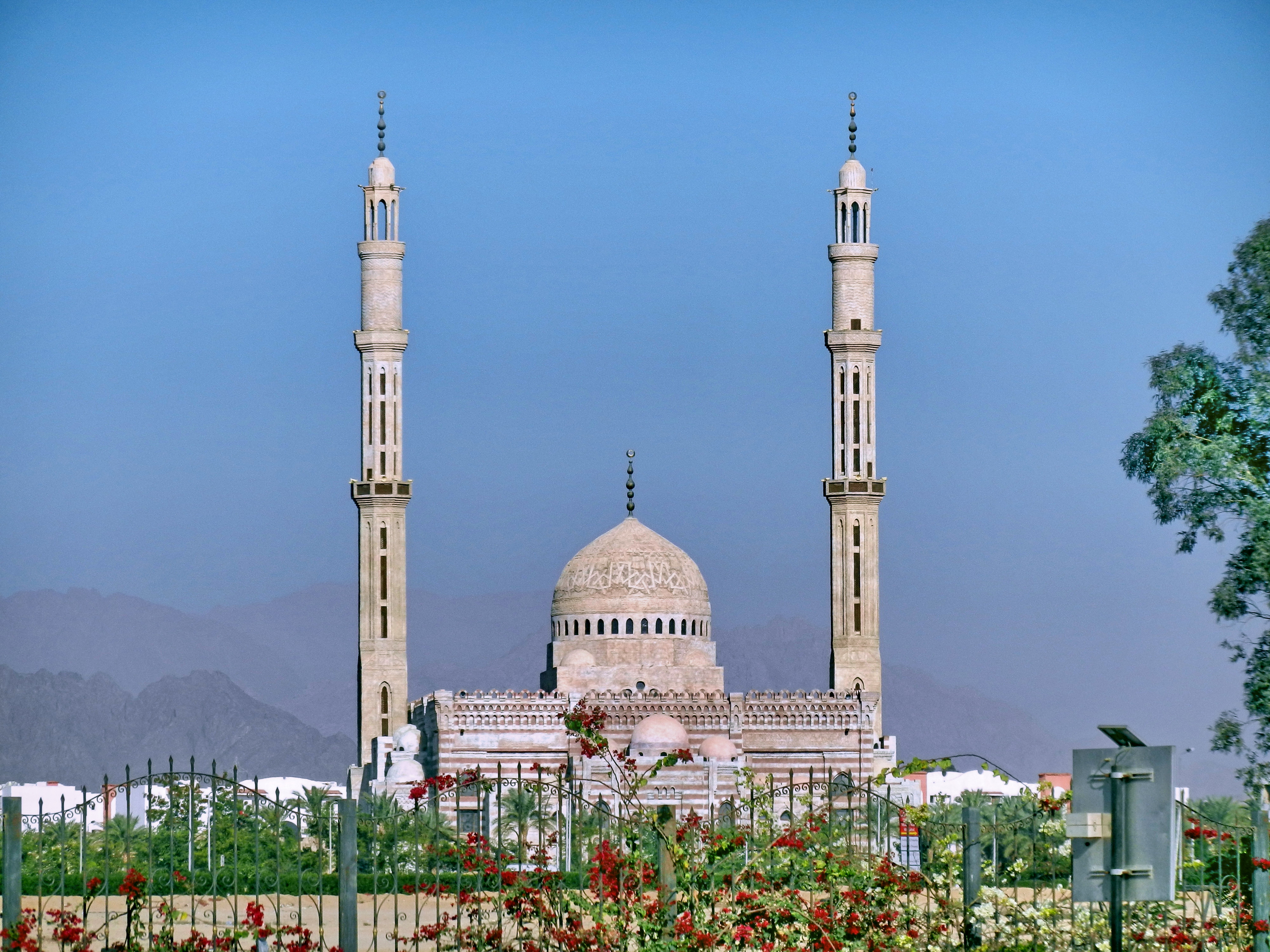
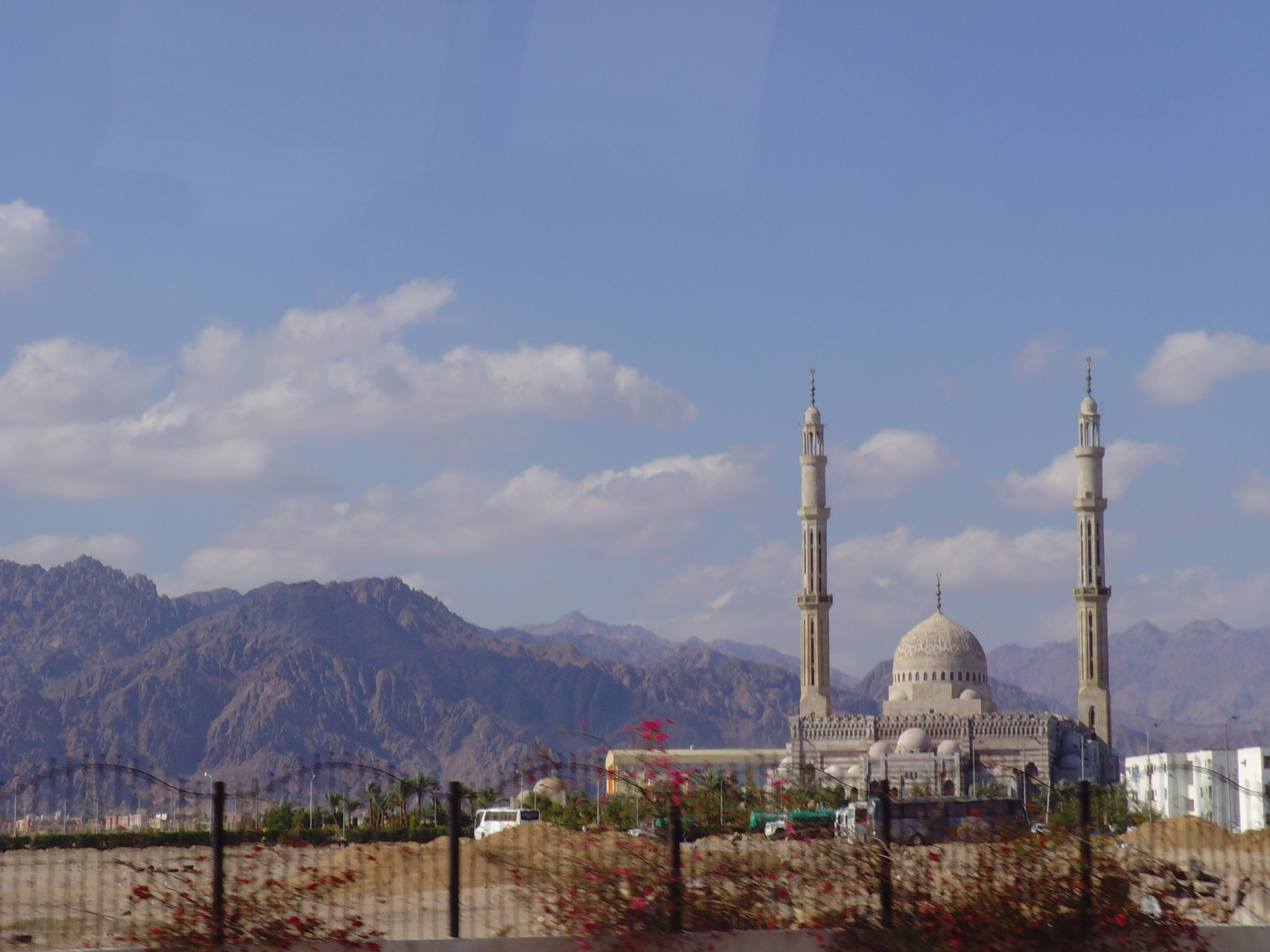
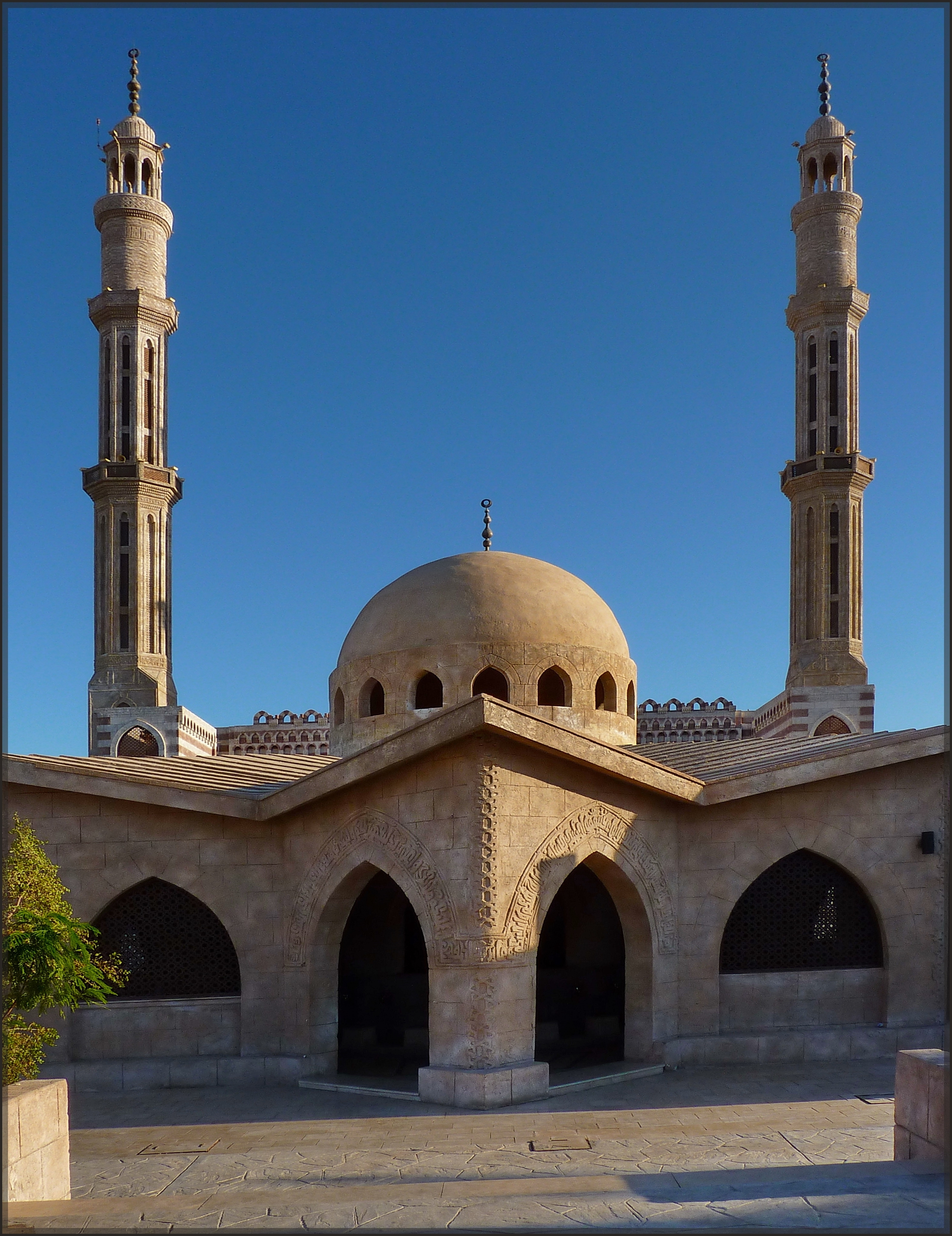
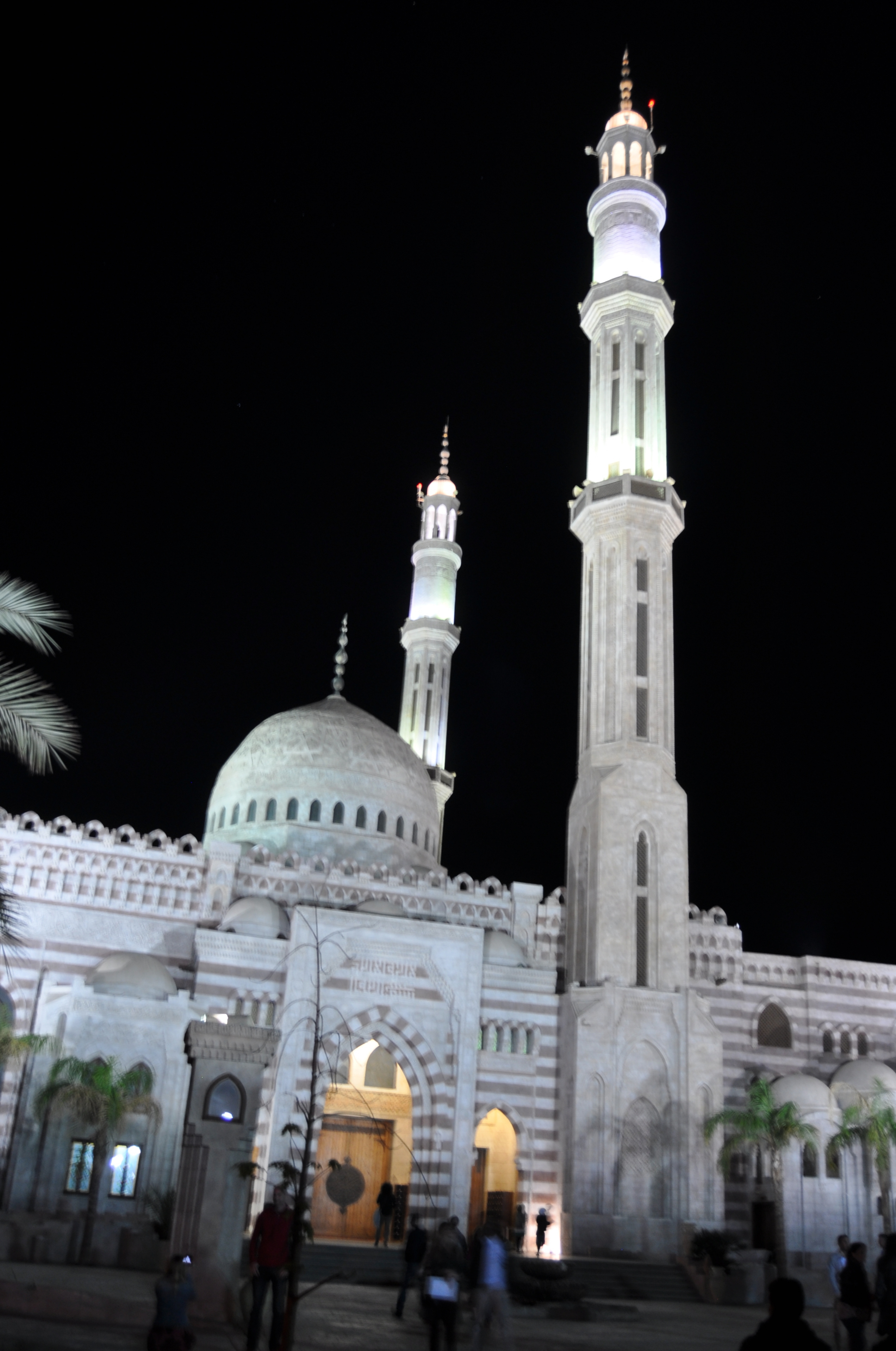
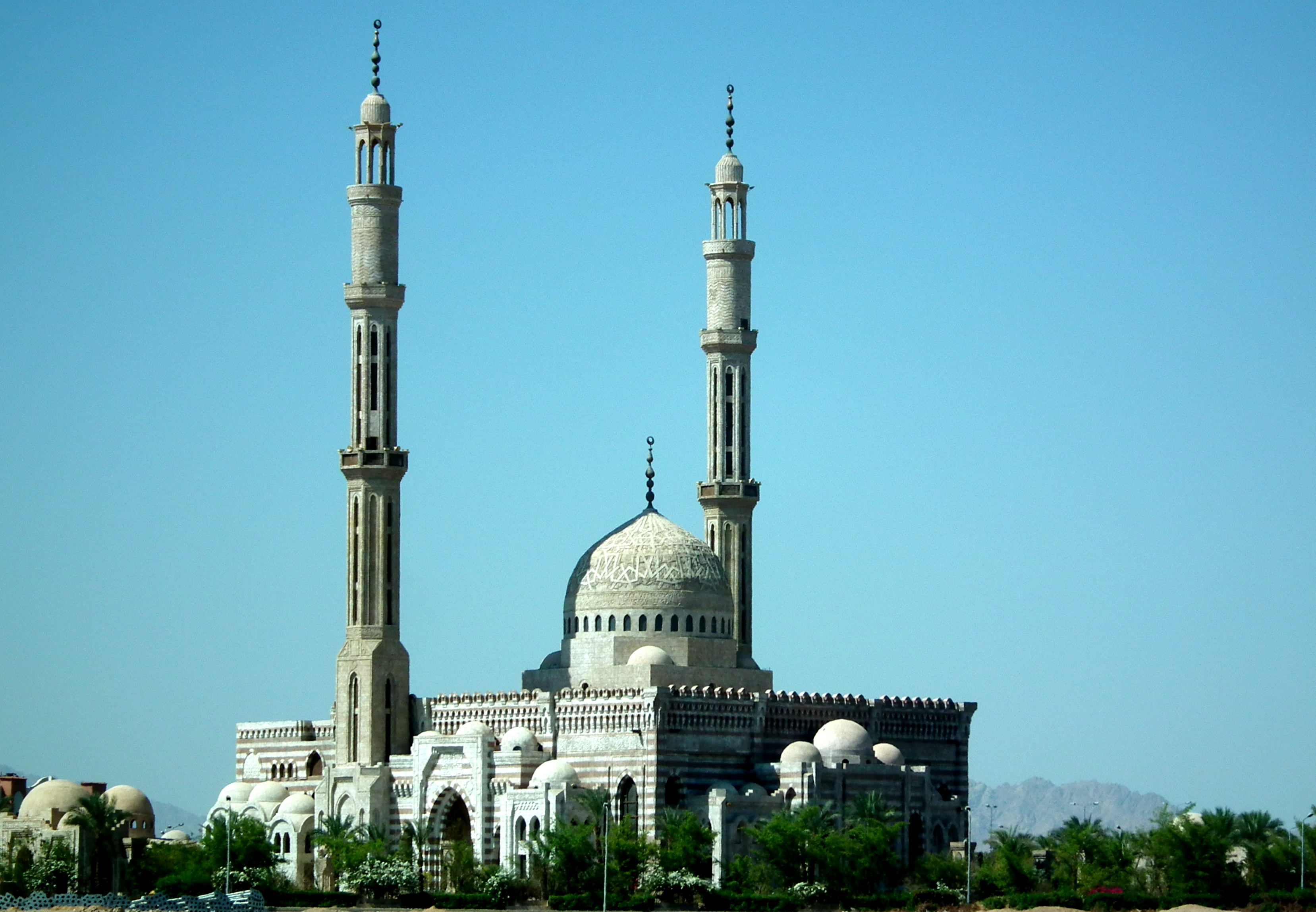